# Vicksburg
Vicksburg en Misisipi es una ciudad estadounidense célebre por las acciones bélicas que en ella se desarrollaron durante la Guerra de Secesión.
La ciudad de Vicksburg es la sede del condado de Warren en el oeste del estado de Misisipi, se ubica a 65 km al oeste de Jackson, la capital estatal, y a unos 377 km al norte de Nueva Orleans en la confluencia del río Yazoo con el río Misisipi. En el año 2000 contaba con 26.407 habitantes.

## Historia
A la llegada de los europeos en 1541 la zona estaba poblada por la parcialidad Yazu de los indígenas choctaws (chactas), los primeros europeos eran los españoles que concluían (descendiendo el río Misisipi) la expedición que fuera comandada por Hernando de Soto. En 1682 René Robert Cavelier Sieur de La Salle reclamó para Francia la cuenca del río Misisipi, en este caso la zona de la Luisiana Francesa se solapaba con las Floridas españolas por lo que hubo conflictos entre ambos estados europeos por el control del territorio. En 1719 los franceses fundaron Fort-Saint Pierre en las cercanías de la actual ciudad, pero los indígenas los incendiaron en 1730. En 1750 se realizaron plantaciones de tabaco y trigo. En 1763 Francia se vio forzada a ceder el área de La Luisiana al este del Misisipi a los ingleses. En 1780 fueron desalojados de la zona los británicos por Bernardo de Gálvez. En 1790 desde La Luisiana Española durante el gobierno de Manuel Gayoso, los españoles fundan los fuertes Monte Vigue (hoy Fort Hill) y, principalmente, el Fuerte Nogales, el fuerte español de Nogales ubicado en la confluencia del Yazu (Yazoo) con el Misisipi fue el antecedente directo de la actual ciudad, en 1798 a causa del Tratado de San Lorenzo España abandonó la orilla izquierda del Misisipi al norte del paralelo 31°N a los Estados Unidos , ya previamente en 1797 un ciudadano estadounidense llamado Andrew Glass construyó su residencia cerca del fuerte Nogales tal residencia hoy se conoce como Mc raven Tour Home. En 1803 los Estados Unidos toman el camino a Natchez y Burnell Vick procedente del Kentucky da nombre a la incipiente población.

## Demografía
Según el censo de 2000, había 26.407 personas, 10.364 hogares y 6.612 familias residiendo en la localidad. La densidad de población era de 310,1 hab./km². Había 11.654 viviendas con una densidad media de 136,9 viviendas/km². El 37,80% de los habitantes eran blancos, el 60,43% afroamericanos, el 0,15% amerindios, el 0,61% asiáticos, el 0,02% isleños del Pacífico, el 0,41% de otras razas y el 0,59% pertenecía a dos o más razas. El 1,04% de la población eran hispanos o latinos de cualquier raza.
Según el censo, de los 10.364 hogares en el 32,2% había menores de 18 años, el 34,9% pertenecía a parejas casadas, el 24,2% tenía a una mujer como cabeza de familia y el 36,2% no eran familias. El 32,0% de los hogares estaba compuesto por un único individuo y el 13,6% pertenecía a alguien mayor de 65 años viviendo solo. El tamaño promedio de los hogares era de 2,49 personas y el de las familias de 3,15.
La población estaba distribuida en un 28,4% de habitantes menores de 18 años, un 9,3% entre 18 y 24 años, un 27,9% de 25 a 44, un 19,6% de 45 a 64 y un 14,8% de 65 años o mayores. La media de edad era 34 años. Por cada 100 mujeres había 82,9 hombres. Por cada 100 mujeres de 18 años o más, había 77,3 hombres.
Los ingresos medios por hogar en la localidad eran de 28.466 dólares ($) y los ingresos medios por familia eran 34.380 $. Los hombres tenían unos ingresos medios de 29.420 $ frente a los 20.728 $ para las mujeres. La renta per cápita para la ciudad era de 16.174 $. El 23,0% de la población y el 19,3% de las familias estaban por debajo del umbral de pobreza. El 34,8% de los menores de 18 años y el 16,5% de los habitantes de 65 años o más vivían por debajo del umbral de pobreza.

## Geografía
Según la Oficina del Censo de los Estados Unidos, Vicksburg tiene un área total de 91,3 km² de los cuales 85,2 km² corresponden a tierra firme y 6,2 km² a agua. El porcentaje total de superficie con agua es 6,78%.